# 拉戈内格罗
拉戈内格罗（義大利語：Lagonegro），是意大利波坦察省的一个市镇。总面积112.41平方公里，人口5844人，人口密度52.0人/平方公里（2009年）。ISTAT代码为076039。